# Papež Honorij III.
Papež Honorij III., rojen kot Cencio Savelli, je bil rimski škof (papež) Rimskokatoliške cerkve, * 1148 Rim, † 18. marec 1227 Rim (Papeška država, Italija).

## Življenjepis
Takoj po pogrebu papeža Inocenca, ki je umrl za vročino v Perugii 16. julija 1216, star komaj 56 let, so tam zbrani kardinali že 18. julija 1216 izvolili za njegovega naslednika kardinala-prezbiterja, ki se je prej pisal Cencio Savelli. Privzel si je ime Honorij III. 
Rodil se je v Rimu 1148 v odlični družini; med Rimljani je bil zaradi svoje pohlevne narave in dobrodelnosti zelo priljubljen. Že zgodaj je vstopil v cerkveno službo in opravljal pri svojih predhodnikih pomembne službe: Klemen III. ga je imenoval za upravnika cerkvenega premoženja, Celestin III. za kanonika pri Mariji Snežni in za kardinala-diakona, neposredni predhodnik Inocenc III. pa ga je povišal v kardinala-duhovnika pri cerkvi svetega Janeza in Pavla.
V začetku septembra istega leta se je vrnil v rojstni Rim, kjer je doživel sprejem, kakršnega večno mesto že davno ni videlo. Tudi kot papež je ostal skromen in ponižen, vendar odločen v izvrševanju sklepov XII. vesoljnega cerkvenega zbora, 4. lateranskega koncila.
Za geslo si je ohranil besede iz prejšnje službe: »Vladati bolj s krotkostjo kot z močjo«.